# Copa CEMAC de 2010
La Copa CEMAC 2010 es la séptima edición del torneo de fútbol a nivel de selecciones nacionales de África Central organizado por la UNIFFAC y que contó con la participación de seis países de la región.
El anfitrión Congo venció en la final a Camerún para ganar el título regional por segunda ocasión.

## Fase de grupos

### Grupo A
| País              | PTS | J | G | E | P | GF | GC |
| ----------------- | --- | - | - | - | - | -- | -- |
| Congo             | 6   | 2 | 2 | 0 | 0 | 3  | 1  |
| Chad              | 3   | 2 | 1 | 0 | 1 | 4  | 2  |
| Guinea Ecuatorial | 0   | 2 | 0 | 0 | 2 | 0  | 4  |

| 24 de septiembre de 2010 | Guinea Ecuatorial | 0 – 1   | Congo      | Stade Alphonse Massemba-Débat, Brazzaville |  |
|                          |                   | Reporte | Osséré 33' |                                            |  |

| 26 de septiembre de 2010 | Chad                         | 3 – 0   | Guinea Ecuatorial | Stade Alphonse Massemba-Débat, Brazzaville |  |
|                          | Ndouasel 1' 25' · Medego 23' | Reporte |                   |                                            |  |

| 28 de septiembre de 2010 | Congo                             | 2 – 1   | Chad     | Stade Alphonse Massemba-Débat, Brazzaville |  |
|                          | Tchilimbou 57' · Boukama-Kaya 62' | Reporte | Dany 22' |                                            |  |

### Grupo B
| País                     | PTS | J | G | E | P | GF | GC |
| ------------------------ | --- | - | - | - | - | -- | -- |
| Camerún                  | 4   | 2 | 1 | 1 | 0 | 2  | 1  |
| República Centroafricana | 2   | 2 | 0 | 2 | 0 | 1  | 1  |
| Gabón                    | 1   | 2 | 0 | 1 | 1 | 0  | 1  |

| 25 de septiembre de 2010 | Gabón | 0 – 0   | República Centroafricana | Stade Alphonse Massemba-Débat, Brazzaville |  |
|                          |       | Reporte |                          |                                            |  |

| 27 de septiembre de 2010 | Camerún            | 1 – 0   | Gabón | Stade Alphonse Massemba-Débat, Brazzaville |  |
|                          | Ebonde Ebongue 20' | Reporte |       |                                            |  |

| 29 de septiembre de 2010 | República Centroafricana | 1 – 1   | Camerún    | Stade Alphonse Massemba-Débat, Brazzaville |  |
|                          | Momi 54'                 | Reporte | Sagong 69' |                                            |  |

## Fase Final

### Semifinales
| 30 de septiembre de 2010 | Congo     | 1 – 0   | República Centroafricana | Stade Alphonse Massemba-Débat, Brazzaville |  |
|                          | Nkolo 38' | Reporte |                          |                                            |  |

| 30 de septiembre de 2010 | Camerún            | 1 – 0   | Chad | Stade Alphonse Massemba-Débat, Brazzaville |  |
|                          | Ebonde Ebongue 36' | Reporte |      |                                            |  |

### Tercer Lugar
| 3 de octubre de 2010 | República Centroafricana  | 3 – 2   | Chad                       | Stade Alphonse Massemba-Débat, Brazzaville |  |
|                      | Momi 30' 47' · Dertin 37' | Reporte | Medego 34' · Ndouassel 81' |                                            |  |

### Final
| 3 de octubre de 2010 | Congo            | 1 – 1 (9 – 8 p.) | Camerún          | Stade Alphonse Massemba-Débat, Brazzaville |  |
|                      | Boukama-Kaya 22' | Reporte          | Nkolo 66' (a.g.) |                                            |  |

## Campeón
| Copa CEMAC 2010                |
| ------------------------------ |
| Bandera de República del Congo |
| Congo 2º Título                |

## Goleadores
3 goles
- Hilaire Momi
- Ezechiel Ndouassel

2 goles
- Philippe Ebonde Ebongue
- Ahmed Evariste Medego

1 goles
- Geremi Sagong
- Amorese Dertin
- Karl Max Dany
- Jusly Gitel Boukama-Kaya
- Freddy De Buisson
- Loris Nkolo
- Rochel Osséré
- Harris Tchilimbou

Autogol
- Loris Nkolo (contra Camerún)